# Хорлешти (Редиу-Татар)
Хорлешти (рум. Horlești) насеље је у Румунији у округу Јаши у општини Редиу-Татар. Oпштина се налази на надморској висини од 104 m.

## Становништво
Према подацима из 2011. године у насељу је живело 244 становника.